# Гамильтон, Роберт (губернатор)
Роберт Гамильтон (или Хэмилтон), полное имя Роберт Джордж Круксхэнк Гамильтон (англ. Robert George Crookshank Hamilton; 30 августа 1836, Брессей, Шетландские острова, Шотландия — 22 апреля 1895, Южный Кенсингтон, Лондон, Англия) — британский колониальный администратор в Австралии, 6-й губернатор Тасмании (1887—1892).

## Биография
Роберт Гамильтон родился 30 августа 1836 года на острове Брессей (входящем в состав Шетландских островов, Шотландия), в семье священника Закари Маколея Гамильтона (Zachary Macaulay Hamilton) и его жены Энн Ирвайн, урождённой Круксхэнк (Anne Irvine, née Crookshank). Он обучался в Кингс-колледже (ныне входящем с состав Абердинского университета), где в 1857 году получил степень магистра искусств (M.A.). Позднее, в 1885 году, он получил степень доктора права (LL.D.). 
Будучи работником Военного министерства, он был послан в Крым, где работал клерком в интендантстве. Возвратившись в 1857 году в Великобританию, он служил в Office of Works, а с 1861 года — бухгалтером Министерства образования (англ. Board of Education). В 1869 году он опубликовал книгу Book-keeping («Бухгалтерия»), которая впоследствии многократно переиздавалась. 
В 1869 году Гамильтон был назначен бухгалтером Министерства торговли (англ. Board of Trade). В 1878 году он был главным бухгалтером британского военно-морского флота.
После убийств Фредерика Кавендиша и Томаса Генри Бурка, произошедших  в мае 1882 года в дублинском Феникс-парке, Роберт Гамильтон был переведён на работу в Ирландию, где в апреле 1883 года был назначен постоянным заместителем министра (англ. permanent under-secretary). В этой должности он проработал до ноября 1886 года. 
В декабре 1886 года Роберт Гамильтон получил назначение на пост губернатора Тасмании, и приступил к исполнению своих обязанностей в марте 1887 года. Он поддерживал федерализацию Австралии и председательствовал на заседаниях Федерального совета Австралазии, проходивших в Хобарте в 1887, 1888 и 1889 годах. Гамильтон был президентом Королевского общества Тасмании, активно поддерживал Австралазийскую ассоциацию развития науки, а также участвовал в создании Университета Тасмании.
В 1893 году Роберт Гамильтон возвратился в Англию. Он скончался 22 апреля 1895 года в Южном Кенсингтоне (Лондон, Англия). 